# Weißmantel-Rußmeise
Die Weißmantel-Rußmeise (Melaniparus leuconotus; Syn.: Parus leuconotus) ist eine Vogelart aus der Familie der Meisen (Paridae).

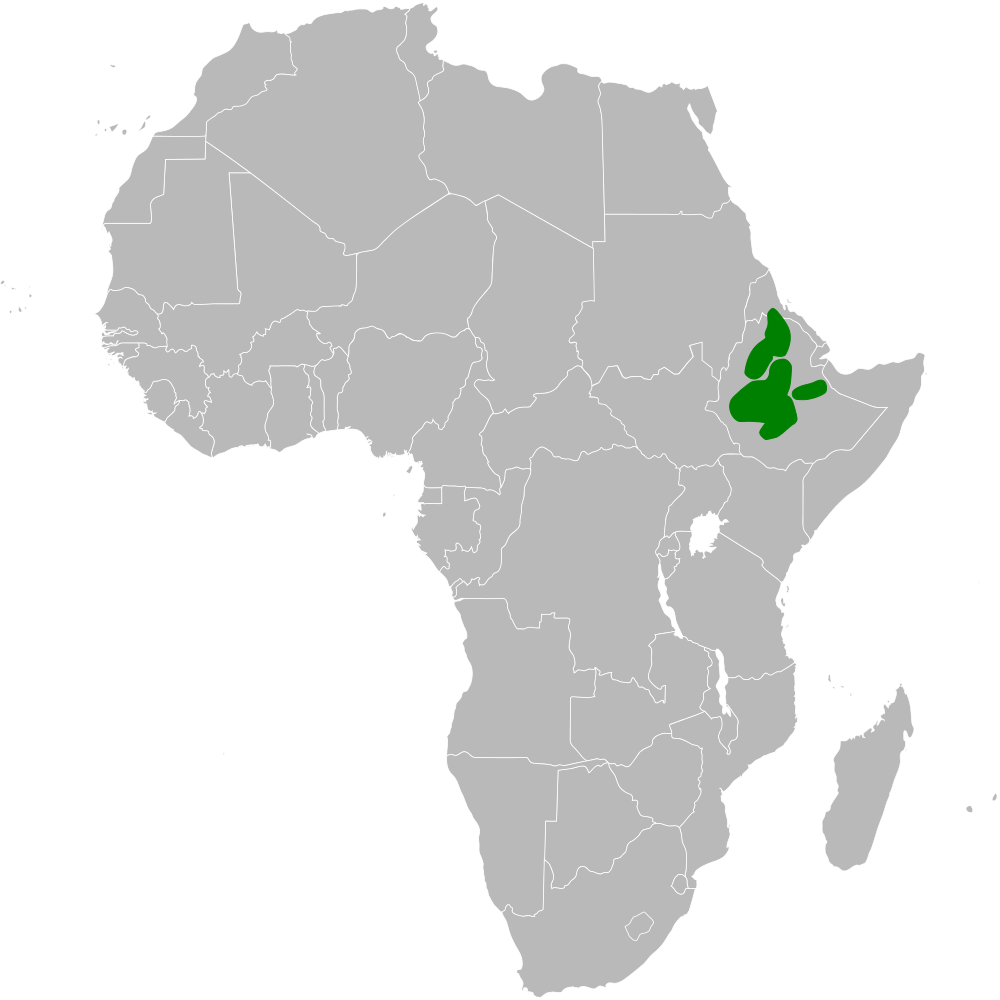
Ausbreitungsgebiet der Weißmantel-Rußmeise

Der Vogel kommt endemisch im Hochland von Abessinien in Eritrea und Äthiopien vor.
Der Lebensraum umfasst verschiedene bewaldete Flächen des Hochlandes meist zwischen 1800 und 3500 m Höhe. Bevorzugt wird aus Ostafrikanischem Wacholder bestehender Wald.
Der Artzusatz kommt von altgriechisch λευκός leukós, deutsch ‚weiß‘ und altgriechisch νῶτον nōton, deutsch ‚Rücken‘.
Diese Meise ist vermutlich ein Standvogel.

## Merkmale
Die Art ist 13–14 cm groß und wiegt 16–17 g. Es ist eine ziemlich kleine schwarze Rußmeise mit einem charakteristischen cremeweißen bis mittelgrauen Fleck auf dem Nacken und dem Mantel, deutlich kontrastierend zum tiefschwarzen Kopf, den Flügelansätzen und dem Bürzel. Scheitel und Unterseite sind blass, bei günstigem Licht glänzend, besonders beim Männchen. Die Iris ist braun, der Schnabel schwarz, die Beine sind mittel- bis dunkelgrau. Weibchen sind vielleicht etwas matter gefärbt mit etwas Braun. Jungvögel sind brauner und blasser, noch ohne Glanz und haben einen etwas gefleckten Mantelfleck.
Verwechslungsmöglichkeit besteht – allerdings nur in geringeren Höhenlagen (unterhalb von 2750 m) – mit der Weißflügel-Rußmeise (Melaniparus leucomelas) im Norden und Osten des Verbreitungsgebietes sowie mit der Weißschulter-Rußmeise (Melaniparus guineensis) im Südwesten. Beide haben eine weiße Flügelbinde, aber kein Weiß auf dem Mantel. Letztere hat auch eine blasse und nicht braune Augenfarbe. Als schwarze Art in den Bäumen kommt noch der Senegaldrongoschnäpper (Melaenornis edolioides) infrage, der aber größer ist, durchgehend matt schieferfarben-schwarz, einen längeren Schwanz hat und meist eine aufrechtere Haltung einnimmt. Auch der Weißstirn-Steinschmätzer (Oenanthe albifrons) ist größer und hat Weiß nur beim Männchen an der Stirn.
Die Art ist monotypisch.

## Stimme
Die Rufe werden als sehr variabel beschrieben, auch ein klingelndes „bee-bzz-bzz“ sowie Rufe, die an Sperlinge und Bülbüls erinnern.

## Lebensweise
Die Nahrung besteht vermutlich aus Insekten, die meist in den Bäumen, seltener in Büschen und am Boden gesucht werden, vorzugsweise paarweise oder in kleinen Gruppen. Das Bewegungsmuster ist meisenartig.
Zur Brutzeit und zum Brutverhalten liegen keine genügenden Daten vor.

## Gefährdungssituation
Der Bestand gilt als „nicht gefährdet“ (Least Concern).